# Cogollor
Cogollor település Spanyolországban, Guadalajara tartományban. Cogollor Alaminos, Guadalajara, Masegoso de Tajuña, Valderrebollo és Brihuega községekkel határos. Lakosainak száma 19 fő (2024).

## Népesség
A település népessége az utóbbi években az alábbiak szerint változott:
| Lakosok száma | 46   | 40   | 39   | 34   | 33   | 31   | 27   | 25   | 21   | 19   |
|               | 2001 | 2004 | 2006 | 2009 | 2011 | 2014 | 2016 | 2019 | 2021 | 2024 |